# Neacanista shirakii
Neacanista shirakii là một loài bọ cánh cứng trong họ Cerambycidae.